# Erastria sphaeromacaria
Erastria sphaeromacaria là một loài bướm đêm trong họ Geometridae.